# Bertram Vorrade
Bertram Vorrade (* um 1300; † nach 1377 wohl in Lübeck) war ein Bürgermeister der Hansestadt Lübeck.

## Leben
Bertram Vorrade ist zunächst durch Landerwerb nachgewiesen: 1323 bis 1331 besaß er 7½ Hufen bei Strömkendorf, 1333 kaufte er das Gut Stockelsdorf. Vorrade bewohnte das Haus in der Schildstraße 12, später Brömserhof genannt. Ebenfalls 1333 wurde er Vorsteher der Stiftung Heiligen-Geist-Hospital in Lübeck. Ab 1358 vertrat er die Stadt auf vielen Hansetagen in Lübeck und auch außerhalb der Stadt. Dem Hamburger Domkapitel schenkte er bereits 1358 eine Rente aus seinem Gut Stockelsdorf sowie 11½ Morgen Land bei Krempe. 1360 verhandelte er mit Herzog Erich I. von Sachsen-Lauenburg über einen Friedensvertrag. Ab 1363 war er Bürgermeister der Stadt. 1370 wurde er Vorsteher des St.-Johannis-Klosters. 1372 war er mit einer Lübecker Delegation von Gesandten bei Graf Adolf von Holstein. Sein beachtlicher Nachlass wurde auf 7.800 Mark lübisch geschätzt.
Sein Sohn Tidemann Vorrade wurde ebenfalls Ratsherr in Lübeck.